# Alto de Santa Lucía
Alto de Santa Lucía es un lugar español actualmente despoblado, que forma parte de la parroquia de Castrosante, del municipio de Puebla del Brollón, en la provincia de Lugo, Galicia.

## Geografía
Está situado a 455 metros de altitud, en el cruce de la carretera LU-653 que une Puebla de Brollón e Incio con las carreteras que llegan a Castrosante y Pousa. 

## Demografía
| Gráfica de evolución demográfica de Alto de Santa Lucía entre 2000 y 2020 |
|                                                                           |
| Datos según el nomenclátor publicado por el INE.                          |